# Babadağ
Babadağ là một huyện thuộc tỉnh Denizli, Thổ Nhĩ Kỳ. Huyện có diện tích 180 km² và dân số thời điểm năm 2007 là 7950 người, mật độ 44 người/km².